# جان اس. ریچاردسون

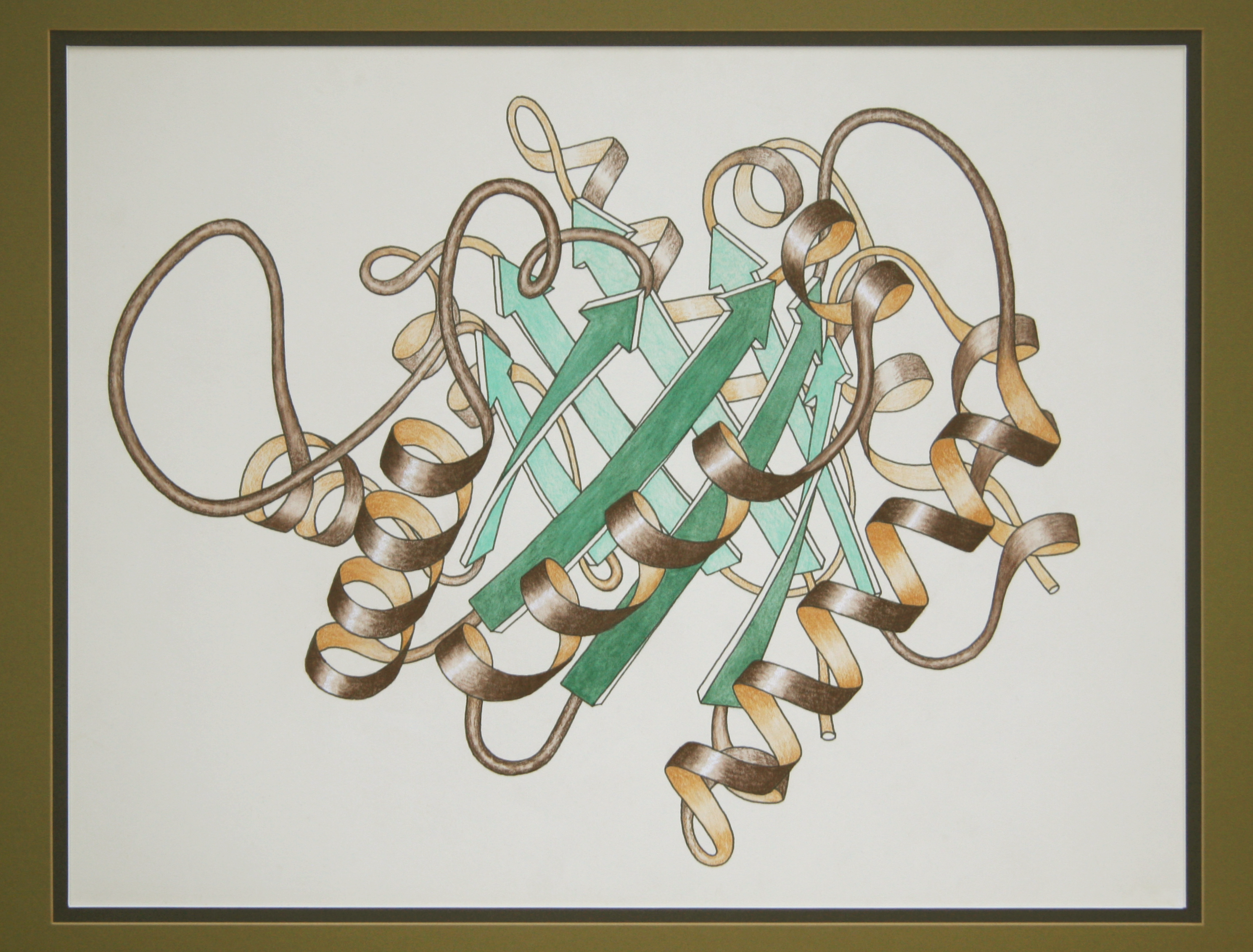
شماتیک روبان ایزومراز تریوسفسفات، که توسط جان ریچاردسون به صورت دستی ترسیم شده‌است

جان اس. ریچاردسون (انگلیسی: Jane S. Richardson؛ زاده ۲۵ ژانویهٔ ۱۹۴۱) یک دانشمند اهل ایالات متحده آمریکا است. وی یک بیوفیزیکدان آمریکایی است که بیشتر به دلیل توسعه نمودار ریچاردسون یا نمودارهای نواری، روشی برای نمایش ساختار سه بعدی پروتئین‌ها شناخته شده‌است.